# Józef Gurgul
Józef Gurgul (ur. 10 maja 1926 w Sitnicy) – prokurator, dr nauk prawnych (Śledztwa w sprawach o zabójstwo - UAM, 1973). Absolwent Wydziału Prawa i Administracji UJ (1951). Prokurator Prokuratury Wojewódzkiej w Rzeszowie (1960 - 1965), prokurator Prokuratury Generalnej (1966 - 1989) i prokurator w Ministerstwie Sprawiedliwości do 1991 roku, do przejścia na emeryturę. Oskarżyciel w sprawach o najpoważniejsze przestępstwa, przede wszystkim zabójstwa, m.in. w sprawie Zdzisława Marchwickiego, Iwana Ślezki vel Zygmunta Bielaja. Nadzorował śledztwo w sprawie zabójstw dokonanych przez Karola Kota, był oskarżycielem w procesie o zabójstwo Jana Gerharda. Autor lub współautor siedmiu monografii oraz około 350 artykułów w czasopismach specjalistycznych.